# Seven Arctic
Le Seven Arctic est un navire de services qui peut être utilisé comme navire poseur de canalisations et navire-grue. Le navire appartient à l'entreprise de services offshore Subsea 7. 

## Histoire
Le navire a été construit en 2016 au chantier naval sud-coréen Hyundai Heavy Industries pour l'un des principaux acteurs du marché des services offshore Subsea 7. À Ulsan, il a été équipé d'une puissante grue développée par Huisman, livrée depuis Zhangzhou, en Chine,  par un cargo lourd.
Seven Arctic est capable de réaliser des travaux de construction et de poser des tuyaux flexibles à des profondeurs allant jusqu'à 3.000 mètres. Sa grue a une capacité de 1.000 tonnes, et la tour  600 tonnes, les travaux sont effectués à travers une trappe centrale  mesurant 8,75x7,2 mètres. Le pont de travail du navire d'une superficie de 2.600 m 2 est conçu pour 5.400 tonnes de cargaison avec une charge maximale de 10 t/m². Il est renforcé dans le cas de l'installation d'un carrousel pour canalisations d'une capacité de 3.000 tonnes, et sous le pont peut accueillir 7.000 tonnes de conduites flexibles et autres destinées à la pose de communications auxiliaires.
Le navire dispose de deux sous-marins télécommandés (ROV), capables d'effectuer des tâches à des profondeurs allant jusqu'à 3.000 mètres.
Seven Arctic navigue à une vitesse de fonctionnement de 15 nœuds, et sa centrale se compose de six moteurs HiMSEN 9H32/40 d'une capacité de 4,5 MW. La précision de l'installation est assurée par le système de positionnement dynamique. Il dispose à bord de cabines pour 132 personnes. La livraison du personnel et de la cargaison peut être effectuée à l'aide de l'hélipad, qui est conçu pour recevoir des hélicoptères de type  Sikorsky S-92 ou AgustaWestland EH101 Merlin.

## Mission
Au printemps 2017, Seven Arctic a été déployé pour effectuer des tâches sur le champ pétrolifère de "Dana", près des îles Shetland. 
Il a effectué des travaux en mer Méditerranée au gisement de gaz égyptien "Atoll", situé dans une zone d'une profondeur d'environ 900 mètres. En particulier, il a effectué la pose de 105 kilomètres de communications auxiliaires qui relaient la zone à la côte.

### Articles externes
- Seven Arctic -Flickr
- Seven Arctic - Site Subsea 7
- Site Subsea 7